# Pietra (nome)
Pietra  è un nome proprio di persona italiano femminile.

## Varianti
- Femminili: Petra
  - Ipocoristici: Piera[2][3][4]
  - Alterati: Pietrina[3][4], Pierina[3][4], Peronella[1]
- Maschili: Pietro[1][2][4]

### Varianti in altre lingue
- Bulgaro: Петра (Petra)[3]
  - Ipocoristici: Пенка (Penka)[3], Петя (Petja)[3]
- Catalano: Petra[5]
- Ceco: Petra[3]
- Croato: Petra[3]
- Danese: Petra[3]
- Finlandese: Petra[3]
- Francese:
  - Alterati: Perrine[3], Pierrette[3]
- Greco moderno: Πετρα (Petra)[3]
- Inglese: Petra[3], Peta[3]
  - Alterati: Petrina[3]
- Latino: Petra[1]
- Macedone: Петра (Petra)[3]
- Norvegese: Petra[3]
- Olandese: Petra[3]
- Portoghese: Pedra
- Serbo: Петра (Petra)[3]
- Slovacco: Petra[3]
- Sloveno: Petra[3]
- Spagnolo: Petra[5], Pedra
- Svedese: Petra[3]
- Tedesco: Petra[3]
- Ungherese: Petra[3]

## Origine e diffusione
È la forma femminile del nome Pietro (dal greco πετρος petros, "pietra", "roccia"); eccetto che in Sicilia, è usata molto poco in Italia, e generalmente viene rimpiazzata dalla forma ipocoristica Piera.

## Onomastico
Generalmente, l'onomastico si festeggia lo stesso giorno del maschile, il 29 giugno, in memoria di san Pietro; si ricorda tuttavia con questo nome la beata Petra Pérez Florido, fondatrice delle Madri degli abbandonati e di San Giuseppe della Montagna, commemorata il 16 agosto.

## Persone
- Pietra Montecorvino, cantante e attrice italiana
- Pietra Osio, religiosa italiana

### Variante Petra
- Petra Behle, biatleta tedesca
- Petra Cetkovská, tennista ceca
- Petra Felke, atleta tedesca

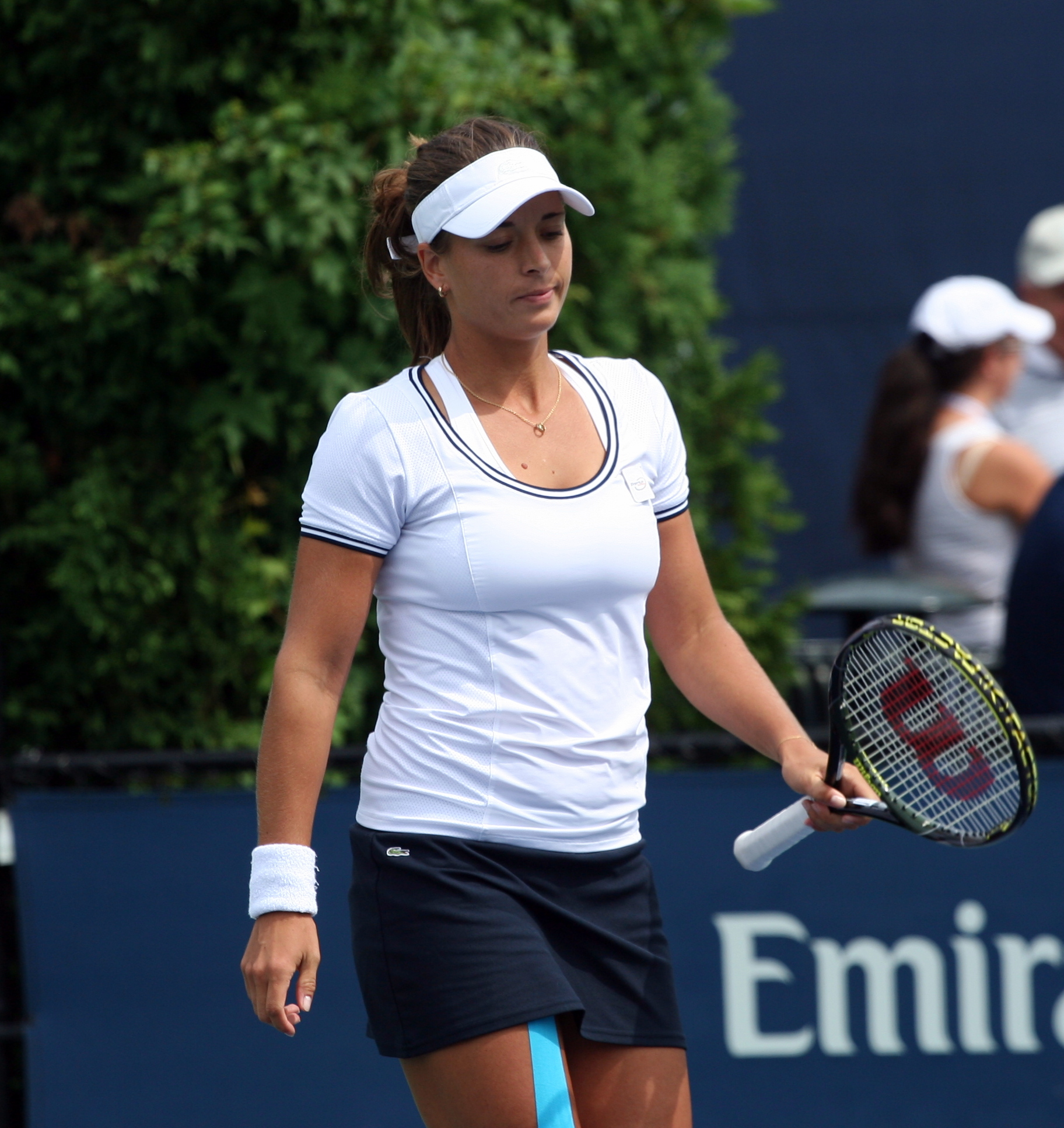
Petra Cetkovská

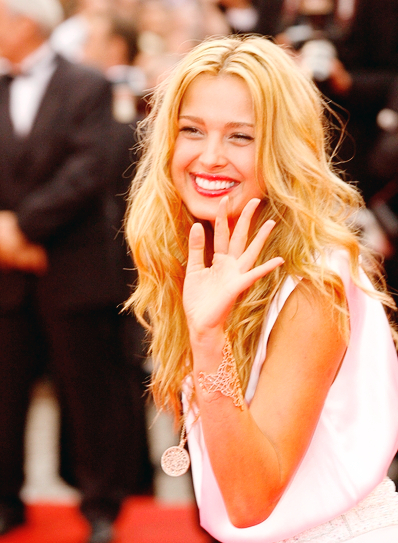
Petra Němcová

- Petra Haden, violinista e cantante statunitense
- Petra Kronberger, sciatrce alpina austriaca
- Petra Kvitová, tennista ceca
- Petra Loreggian, conduttorice e speaker radiofonica italiana
- Petra Magoni, cantante italiana
- Petra Majdič, fondista slovena
- Petra Mede, conduttrice televisiva, comica e danzatrice svedese
- Petra Morzé, attrice austriaca
- Petra Němcová, modella, conduttrice televisiva e scrittrice ceca
- Petra Reski, giornalista e scrittrice tedesca
- Petra Schürmann, modella e attrice tedesca
- Petra Thümer, nuotatrice tedesca

### Altre varianti
- Perrine Pelen, sciatrice alpina francese

## Il nome nelle arti
- Petra è un personaggio dei Pokémon.
- Petra Delicado è un personaggio dei romanzi della scrittrice Alicia Giménez-Bartlett.
- Petra Schubert è un personaggio della serie televisiva Squadra Speciale Cobra 11.
- Petra von Kant è un personaggio del film di Rainer Werner Fassbinder Le lacrime amare di Petra von Kant.
- Petra Ral è un personaggio del manga L'attacco dei giganti.
- Petra Solano è un personaggio della serie televisiva  Jane the virgin .